# Metopiellus painensis
Metopiellus painensis is een keversoort uit de familie van de kortschildkevers (Staphylinidae). De wetenschappelijke naam van de soort werd voor het eerst geldig gepubliceerd in 2017 door Asenjo, Ferreira en Zampaulo.